# SK오션플랜트
SK오션플랜트 주식회사(영어: SK Oceanplant)는 경상남도 고성군에 본사를 둔 강관 제조업, 해상풍력발전 사업, 조선업 등을 영위하는 대한민국의 대기업이다. SK그룹의 계열사이며, 현재 점유율 기준 아시아 1위 해상풍력 하부구조물 제조사이다.

## 역사
SK오션플랜트의 전신은 1999년 설립된 삼강엠앤티이다. 이 기업은 2010년대 초반부터 하부 구조물(재킷) 등 해상풍력 플랜트를 제조해온 조선·기자재 업체로서, 2022년 8월 SK에코플랜트의 자회사로 편입되어 2023년 1월 사명을 SK오션플랜트로 변경하였다.

## 해상풍력 플랜트
SK오션플랜트의 해상풍력 하부구조물은 대만 시장에서 44%의 점유율을 차지하고 있다. 2024년 6월, 이 기업은 2억 8,550만 달러(약 3,900억 원) 규모의 대만 '펭미아오1' 해상풍력 프로젝트 재킷 공급 계약을 체결하였다.

## 사업장
- 본사: 경상남도 고성군 동해면 내산3길 51-1
- 기술교육원: 경상남도 고성군 동해면 조선특구로 1998-18
- 서울영업소: 서울특별시 종로구 율곡로2길 19 수송스퀘어
- 삼강에스엔씨: 경상남도 고성군 동해면 조선특구로 740
- 가공공장: 경상남도 고성군 동해면 조선특구로 2029
- 장좌공장: 경상남도 고성군 동해면 장좌리 157
- 밀양공장: 경상남도 밀양시 하남읍 양동농공단지길 40